# Emmanuel Donkor
Emmanuel Yaw Donkor (* 13. Januar 1994 in Takoradi) ist ein ghanaischer Badmintonspieler. 

## Karriere
Emmanuel Donkor wurde bei den Botswana International 2013 und den South Africa International 2013 jeweils Dritter im Herrendoppel. 2014 repräsentierte er seinen Verband bei den Commonwealth Games 2014, wobei er in allen vier möglichen Disziplinen am Start war. Mit dem Team wurde er dabei in der Vorrunde Gruppenzweiter. In den Einzeldisziplinen belegte er jeweils Rang 17. Im Jahre 2016 gewann er die Landesmeisterschaft im Einzel und im Doppel.